# Клуни, Дэвид
Дэ́вид Клу́ни (англ. David Clunie; 16 марта 1948, Эдинбург — 23 апреля 2025) — шотландский футболист, играл на позиции правого защитника.

## Биография

### Игровая карьера
В декабре 1964 года Клуни был вызван в основной состав «Хартса» главным тренером Томми Уокером. Дебютировал в основном составе «тёмно-бордовых» 7 мая 1966 года в финале Кубка Восточной Шотландии. Затем он был переведён в резервную команду, в которой играл в течение двух лет. В сезоне 1968/1969 закрепился в основном составе «Хартса» и играл на позиции правого защитника. Всего в общей сложности сыграл за «Хартс» 354 матча.
В 1977 году перешёл в «Бервик Рейнджерс», а после одного матча в «Сент-Джонстон». Завершил карьеру в 1978 году.

### Смерть
Скончался 23 апреля 2025 года в возрасте 77 лет из-за проблем со здоровьем.